# نخ‌ریسه‌ای‌ها
نخ‌ریسه‌ای‌ها (نام علمی: Nematothallus) نام یک سرده از فرمانرو گیاه است.